# فرانچسکو لوی
فرانچسکو لوی (انگلیسی: Francesco Loi; ۲۱ فوریهٔ ۱۸۹۱ – ۹ مارس ۱۹۷۷) ژیمناست هنری اهل ایتالیا بود.